# Acetes
En la mitología romana, Acetes (en latín, Ăcoetēs, -ae) fue el ayudante de Evandro y el padre de Palante; organizó el funeral de su hijo. El episodio aparece en la Eneida, de Virgilio.
En la mitología griega: 
- Acetes era el padre de Laocoonte, el sacerdote de Troya que advirtió a sus conciudadanos que no introdujeran el caballo de los aqueos dentro de las murallas de la ciudad.[1]

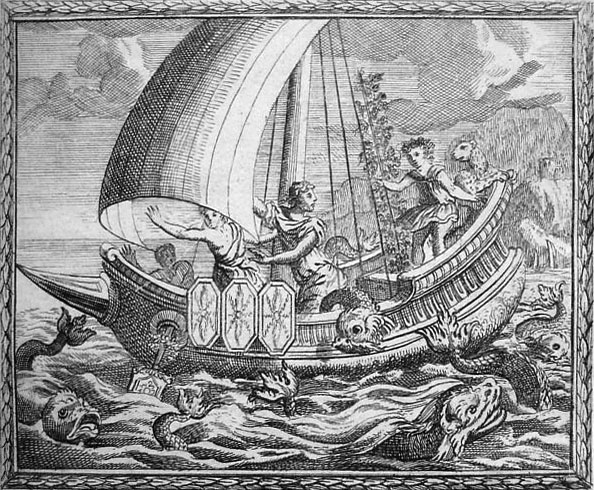
Grabado de Johann Ulrich Kraus (1655 – 1719) para una edición de la obra de Ovidio Las metamorfosis: Dioniso transforma a los marinos en delfines.

- Acetes era el hijo de un pobre pescador de Lidia que se enroló como timonel en un barco pirata que se dirigía a Naxos. Mientras se encontraba a bordo de la nave defendió a un joven embriagado que habían capturado los piratas contra la violencia del resto de la tripulación, porque creía que el joven podía ser el dios Dioniso; cuando los piratas estaban a punto de arrojarlo por la borda, se demostró que Acetes tenía razón, pues se manifestó como el dios. El barco se detuvo, comenzó a brotar hiedra de la madera y el dios se alzó coronado con hojas de vid, levantando su bastón, el tirso, con una piña piñonera en un extremo y envuelto en zarcillos de vid y hiedra; el dios estaba rodeado por fieras salvajes: leopardos y tigres. Los piratas se asustaron y se arrojaron al mar, donde fueron transformados en delfines. Acetes continuó su viaje con Dioniso, se unió a su culto y se convirtió en sacerdote del dios. En ocasiones se le representa junto a las Ménades. La leyenda dice que por esto los delfines acompañan y salvan a los náufragos, pues son aquellos piratas que quieren expiar su culpa.

En el Penteo de Ovidio, Acetes es llevado ante el rey Penteo para determinar si Dioniso era realmente un dios. Tras escuchar a Acetes contar la historia del barco y Dionisos, Penteo ordena que Acetes sea encarcelado y torturado. Sin embargo, al intentar aprisionar a Acetes las cerraduras estallaron...las puertas se abrieron sin que nadie las tocara. Y las cadenas cayeron al suelo.
Higino, cuya historia coincide con la de Ovidio y con las de otros autores romanos que identifican a Dioniso con el dios Baco, llama a la tripulación del barco piratas «tirrenos» (etruscos).